# アパラチア

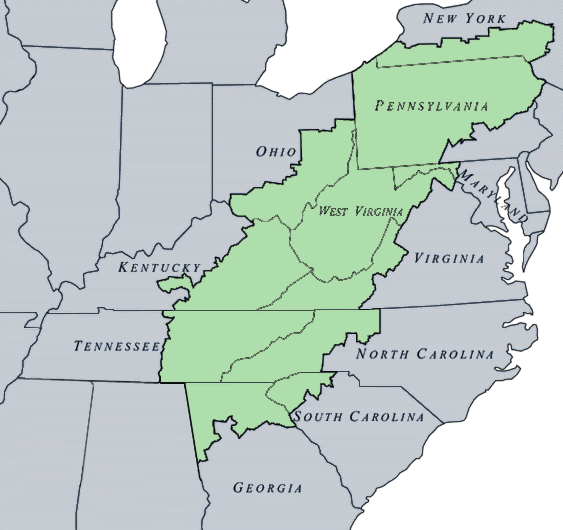
アパラチアの範囲

アパラチア（英語: Appalachia）は、ニューヨーク州からミシシッピ州まで伸びるアメリカ合衆国東部の地域（アパラチア山脈周辺地域の田舎と都会と産業化された地域）を表す用語。アパラチア山脈の一部はメイン州を通ってカナダまで伸びているが、ニューイングランドは通常アパラチアの定義から除外される。
1200万人以上の人々がアパラチアに住んでいる。イギリスと大体同じ大きさのエリアで、ほとんど山に覆われている。南はミシシッピ州とアラバマ州の境界から、北はペンシルベニア州とニューヨーク州の境界まで、しばしば孤立したエリアになっている。アパラチアはまた、ジョージア州、サウスカロライナ州、ノースカロライナ州、テネシー州、バージニア州、ケンタッキー州、オハイオ州、メリーランド州の一部と、ウェストバージニア州の全てを含んでいる。

## 文化
20世紀より前は、アパラチアの人々は地理的に他地域から孤立していた。その結果、18世紀中に地域を開発した彼らの祖先（多くはイングランド人、スコットランド人、スコッチ＝アイリッシュ、アイルランド人）の文化が保存された。地域の文化には、強い口承の伝統（音楽や歌など）、自給自足の生活と、固い信仰が含まれている。19世紀後半には地域に石炭が掘り起こされ、アイルランドや中央ヨーロッパからの新たな移民の波を迎えた。そしてこの工業化により都市化が進んだ。
アパラチアは経済的に発展していない状態が長い間特徴であったが、ここ最近10年は歴史家と人類学者から同情的な扱いを受けている。Foxfireプロジェクト（1972年に始まった文章のアンソロジー）は、カウンターカルチャーの嗜好にうまく合い、学問的にこの地域を新しい視点で見る機会を与えた。また、ジョージア州からメイン州まで伸びるアパラチアン・トレイルが1936年に建設されたことにより、この地域は世界中のハイキングおよびアウトドア愛好者に知られることとなった。

## 名前と発音

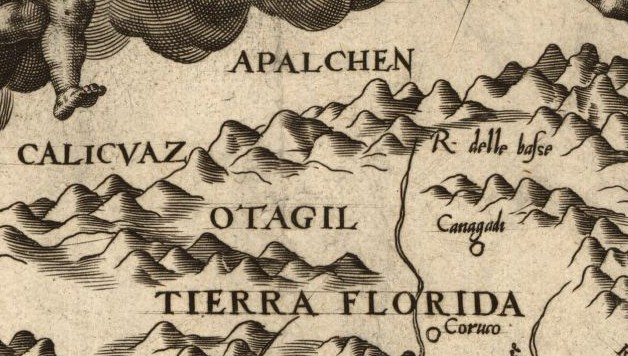
最初に「アパラチア」系の地名が登場する地図であるグティエレスの1562年の地図

1528年のパンフィロ・デ・ナルバエスによるフロリダ探検のメンバー（アルバル・ヌニェス・カベサ・デ・バカを含む）は、今のフロリダ州タラハシー付近に先住民の村を発見し、その名をアパルチェン(Apalchen)またはアパラチェン(Apalachen)と転写した。スペイン人によってこの地名はアパラチェ（アパラチー）に変えられ、その地およびずっと北部の内陸にまで分布する部族名として使用された。ナルバエス探検隊は1528年6月15日にアパラチー族の地にはじめて到達し、この名前を採用した。現在「Appalachian」と綴られるこの地名はアメリカ合衆国でヨーロッパ人がつけた4番目に古い地名である。
1540年のエルナンド・デ・ソトの探検以降、スペインの地図製作者がこの部族名をアパラチア山脈に適用するようになった。「Apalchen」が初めて出現する地図はディエゴ・グティエレスの1562年の地図であり、最初に山脈名として使われたのは1565年のジャック・ル・モワーヌの地図である。ル・モワーヌはまた「Apalachen」の語を村や先住民の部族や北アメリカ南東部を指すのではなく山脈の名として使用した最初のヨーロッパ人だった。
山脈全体を指すのにこの語を用いるのが普通になったのは19世紀末になってからである。競合する、より一般的な名称は「アレゲーニー山脈」、「アレゲーニーズ」、あるいは「アレガニア」であった。
南部アメリカ英語で山脈名は[æpəˈlætʃənz]、文化的地域名としては[ˈæpəˈlætʃ(i)ə]と発音される（第3音節が「ラ」）。この発音はアパラチア山脈の中央部・南部の「コア」地域で好まれる。アメリカ合衆国北部の方言では山脈名は[æpəˈleɪtʃənz]または[æpəˈleɪʃənz]、文化的地域名は[æpəˈleɪtʃ(i)ə]または[æpəˈleɪʃ(i)ə]のように発音される（第3音節が「レイ」）。南部の住民の一部にとって北部の発音は問題があるとされる。北部方言で「ch」を「sh」のように発音することがあるのは、20世紀のはじめにニューイングランドのアパラチアン・トレイルによって広められた:11–14。